# Красная Сторожка
Красная Сторожка — деревня в Сергиево-Посадском районе Московской области России, входит в состав городского поселения Пересвет.

## Население
| 1926 | 2002 | 2006 | 2010 |
| ---- | ---- | ---- | ---- |
| 12   | ↗20  | ↗24  | ↘15  |

## География
Деревня Красная Сторожка расположена на севере Московской области, в центральной части Сергиево-Посадского района, примерно в 63 км к северу от Московской кольцевой автодороги и 13 км к северу от станции Сергиев Посад Ярославского направления Московской железной дороги, по правому берегу реки Куньи бассейна Дубны.
В 13 км юго-восточнее деревни проходит Ярославское шоссе М8, в 4 км к югу — Московское большое кольцо А108, в 28 км к западу — автодорога Р112. Ближайшие населённые пункты — деревни Коврово и село Парфёново.
К деревне приписаны три садоводческих товарищества (СНТ) и дачное партнёрство (ДНП).
Связана автобусным сообщением с городами Сергиевым Посадом и Калязином (маршруты № 24, 35, 39, 40, 41, 42, 48, 49, 53, 115, 116, 122).

## История
По материалам Всесоюзной переписи населения 1926 года — посёлок Ковровского сельсовета Рогачёвской волости Сергиевского уезда Московской губернии; проживало 12 человек (7 мужчин, 5 женщин), насчитывалось 3 хозяйства (2 крестьянских).
С 1929 года — населённый пункт Московской области в составе:
- Мишутинского сельсовета Сергиево-Посадского района (1991—1994),
- Мишутинского сельского округа Сергиево-Посадского района (1994—2006),
- городского поселения Пересвет Сергиево-Посадского района (2006 — н. в.)[9][10].